# Zebrus zebrus
Genre
Espèce
Statut de conservation UICN

 LC  : Préoccupation mineure
Le Gobie zébré (Zebrus zebrus) est une espèce de poissons marins appartenant à la grande famille des Gobiidae. Depuis 2021, le genre Zebrus accueille une autre espèce, Zebrus pallaoroi.
Adulte, il mesure environ 5 cm de long.

## Répartition géographique
Cette espèce vit dans la mer Méditerranée et la mer Noire.